# 綠帽保守主義
綠帽（英語：Cuckservative；常缩写为Cuck，也是cuckold（绿帽子）的缩写）是一个用来攻击对手缺乏男子气概的侮辱性词语。美国另类右翼常使用綠帽(Cuck)一詞攻擊不願意支持白人至上及反猶的保守派。
Cuck 可以指出賣保守派，擁護左派價值，反基督教的人，與RINO（名義上的共和黨人）意思相近。